# Pol Morillas i Bassedas
Pol Morillas i Bassedas (1982) és un professor i politòleg, director del Centre d'Estudis i Documentació Internacionals a Barcelona (CIDOB) des del setembre de 2018.

## Trajectòria
Doctor en Ciència Política, Polítiques Públiques i Relacions Internacionals per la Universitat Autònoma de Barcelona (UAB) i Màster en Relacions Internacionals per la London School of Economics. Exerceix com a professor associat a la UAB, responsabilitzant-se de la docència en Política Exterior Europea i Teoria de les Relacions Internacionals. És també membre de l'Observatori de Política Exterior Europea. Anteriorment, havia ocupat els càrrecs de cap de l'Àrea de Polítiques Euro-Mediterrànies a l'Institut Europeu de la Mediterrània (IEMed), coordinador del Comitè Polític i de Seguretat del Consell de la Unió Europea i assessor en Acció Exterior al Parlament Europeu.
Com a expert en política europea i política exterior, ha publicat nombrosos articles d'investigació en revistes acadèmiques i ha participat en think tanks. També ha publicat articles d'opinió sobre les dinàmiques d'integració europea, l'evolució institucional de l'acció exterior de la UE, la Política Exterior i de Seguretat Comuna, les estratègies de seguretat de la UE i les relacions euromediterrànies. Entre d'altres, cal destacar Strategy-Making in the EU. From Foreign and Security Policy to External Action publicat per l'editorial Palgrave Macmillan.
El 14 de setembre del 2018 el patronat del CIDOB (Barcelona Centre for International Affairs) va nomenar a Pol Morillas com a nou director de l'entitat en substitució de Jordi Bacaria i Colom. Morillas, que va ser escollir mitjançant un concurs internacional, era investigador sènior per a Europa i subdirector de recerca de l'entitat.
Durant el seu mandat es va celebrar el 50è aniversari de l'organització i es va començar a publicar l'Anuari en català.